# Trehörningsjö kyrka
Trehörningsjö kyrka är en kyrkobyggnad i samhället Trehörningsjö i Örnsköldsviks kommun. Den är sedan 2014 församlingskyrka i Gideå-Trehörningsjö församling, Härnösands stift.

## Kyrkobyggnaden
Träkyrkan uppfördes 1836 med Gideå kyrka som förebild. Ett kyrktorn tillkom 1882. Kyrkan har en stomme av liggtimmer och består av ett långhus med kor i öster och torn i väster. Norr om koret finns en vidbyggd sakristia.

## Inventarier
- Dopfunten från 1930 är huggen av Gotlandssandsten efter ritningar av arkitekt Einar Lundberg.
- Altartavlan är målad av Charles Bylander och invigd påskdagen 1910. Tavlan är en kopia av en altartavla som hänger i Molde kyrka i Norge.
- Orgeln byggdes 1954 av Setterquists Orgelbyggeri AB. Den har helpneumatisk traktur och registratur.

| Man I. Huvudverk | Man II. Svällverk | Pedal      | Koppel |
| ---------------- | ----------------- | ---------- | ------ |
| Principal 8'     | Rörflöjt 8'       | Subbas 16' | II/I   |
| Gedackt 8'       | Salicional 8'     | Gedackt 8' | II/P   |
| Oktava 4'        | Principal 4'      |            | I/P    |
| Oktava 2'        | Nasard 2 2/3'     |            |        |
| Mixtur 4 chor    | Piccolo 2'        |            |        |
|                  | Tremolo           |            |        |

### Webbkällor
- Arnäs, Gideå o Trehörningsjö kyrkliga samfällighet